# Allopogon vittatus
Allopogon vittatus là một loài ruồi trong họ Asilidae. Allopogon vittatus được Wiedemann miêu tả năm 1828.